# ワルデック・ロシェ
ワルデック・ロシェ（Waldeck Rochet、1905年4月5日 - 1983年2月17日）は、フランスの政治家。1964年から1972年までフランス共産党書記長を務めた。

## 略歴
ソーヌ＝エ＝ロワール県サント・クロワに靴職人の子として生まれる。ワルデックという名前は、反教権的政治家として知られたピエール・ワルデック＝ルソーにあやかって命名されたものである。兵役を終えた後、園芸農家で働く。1923年フランス共産党青年部を経て、翌1924年正式に入党。ソ連に渡り、モスクワの国際レーニン学校で政治学を学ぶ。帰国後、リヨン党書記を経て、中央委員に選出される。1936年第三共和政におけるフランス国民議会（下院）総選挙に立候補し当選した。また、議員の傍ら、La Terre誌を創刊、発行した。
共産党書記長モーリス・トレーズの下で、農業問題担当となり、農民と都市労働者に対して党の組織作りに動いた。1939年の独ソ不可侵条約（モロトフ・リッベントロップ協定）に関しては、彼はフランスの国内情勢よりも共産主義者としてソ連共産党に忠実で、条約について非難をしなかった。仏領アルジェリアで拘束され、1940年ナチス・ドイツにフランスが降伏すると、その後成立したヴィシー政権によって逮捕・拘束されたが、北アフリカ戦線で連合国軍が勝利すると、釈放された。1943年自由フランスに参加し、ロンドンで共産党代表として活動。また、アルジェで臨時立法議会議員に選出されている。1944年パリの解放後、レジスタンス共産党代表としてパリに入場した。
1945年共産党政治局員に選出される。同年10月の総選挙で当選し、憲法制定議会に参加。1946年第四共和政が発足すると、国民議会議員に選出される。議会では農業委員会議長や共産党会派の指導者を務めた。ロシェは、書記長であるトレーズ、ジャック・デュクロに次いで党内序列三位の実力者となり、1961年党副書記長を経て、1964年第17回党大会で書記長に選出される。ロシェはド・ゴールの第五共和政の下、四分五裂していたフランス左翼勢力の結集を図り、1965年大統領選挙では左翼統一候補として共和制度会議のフランソワ・ミッテランを擁立を高く評価した。1966年12月には共産党とフランス社会党は、選挙協定を締結している。ロシェは共産党書記長として党組織の若返りを図ると同時にあくまでマルクス・レーニン主義をイデオロギーとして堅持した。しかし、一方でプラハの春や1968年の五月革命における教条主義的な態度は世論から批判を巻き起こし、次第にロシェは精神的なストレスから体調を崩していった。1970年ジョルジュ・マルシェが書記長職を代行し、1972年書記長を正式に辞任した。ロシェは、全国書記（1973年から名誉党首）となる。晩年は、カトリックへ傾斜し、公式にその立場を認めた。1983年2月17日パリ西郊ナンテールで死去。
2005年生誕100周年を記念して行われた会合には約400人の人々が集まり、その中にはレジスタンスの生存者も参加した。